# South African Match Play Championship
Het South African Match Play Championship was een matchplay-golftoernooi in Zuid-Afrika, dat deel uitmaakte van de Sunshine Tour.
In de jaren 1980 werd het toernooi georganiseerd als de Minolta Copiers Match Play Championship en de laatste editie was in 1990. In 2012 verscheen het toernooi in meer dan 20 jaar terug op de kalender stond van de Sunshine Tour.

## Winnaars
Als Minolta Copiers Match Play Championship
- 1986:  Fulton Allem
- 1987:  Tony Johnstone
- 1988:  Tony Johnstone
- 1989:  Fulton Allem
- 1990:  John Bland

Als ISPS Handa Matchplay Championship
| Jaar | Baan                  | Locatie  | Winnaar       | Score | Runner-up   |       |
| ---- | --------------------- | -------- | ------------- | ----- | ----------- | ----- |
| 2012 | Zwartkop Country Club | Pretoria | Doug McGuigan | 1up   | Jaco Ahlers | [ 1 ] |

Amatola Sun Classic · Atlantic Beach Classic · Bell's Player Championship · Bloemfontein Classic · Botswana Open · Bushveld Classic · Canon Classic · Coca-Cola Charity Championship · Cock of the North · Devonvale Classic · Emfuleni Classic · Eskom Power Cup · General Motors Open · Goldfields Powerade Classic · Goodyear Classic · Graceland Challenge · Highveld Classic · ICL International · Iscor Newcastle Classic · Kalahari Classic · Limpopo Classic · Lombard Tyres Classic · Mafunyane Trophy · Mercedes Benz Golf Challenge · Mount Edgecombe Trophy · Namibië Open · Namibia PGA Championship · Nashua Wild Coast Sun Challenge · Natal Open · Nelson Mandela Invitational · Northern Cape Classic · Observatory Classic · Palabora Classic · Parmalat Classic · Radio Algoa Challenge · Randfontein Classic · Rhodesian Masters · Riviera Resort Classic · Royal Swazi Sun Classic · Seekers Travel Pro-Am · South African Masters · South African Match Play Championship · South African Pro-Am Invitational · Spoornet Classic · Sun Coast Classic · Transvaal Open · Vodacom Golf Championship · Vodacom Open · Vodacom Players Championship · Vodacom Series · Vodacom Trophy · Western Cape Classic · Western Province Open